# Cylindrepomus ledus
Cylindrepomus ledus là một loài bọ cánh cứng trong họ Cerambycidae.